# Puchar Islandii w piłce nożnej (1961)
Puchar Islandii w piłce nożnej mężczyzn 1961 – 2. edycja rozgrywek mających na celu wyłonienie zdobywcy Pucharu Islandii. Tytułu broniła drużyna KR. Na każdym etapie pucharu rozgrywany był jeden mecz pomiędzy zespołami. Mecz finałowy odbył się na stadionie Melavöllur w Reykjavíku, gdzie puchar drugi raz z rzędu wywalczyła drużyna KR.

## Pierwsza runda
W pierwszej rundzie wzięły udział trzy zespoły rezerw oraz drugoligowy Þróttur Reykjavík.
| 14 sierpnia 1961 | Valur B | 1:1Raport | Þróttur Reykjavík | Melavöllur, Reykjavík |
|                  |         |           |                   |                       |

| 19 sierpnia 1961 | Akraness B | 3:3Raport | Þróttur Reykjavík B | Akranesvöllur, Akranes |
|                  |            |           |                     |                        |

### Powtórki
Z uwagi na remisy w meczach pierwszej rundy, dodatkowe mecze pomiędzy rywalizującymi drużynami zostały rozegrane w późniejszym terminie.
| 21 sierpnia 1961 | Valur B | 0:4Raport | Þróttur Reykjavík | Melavöllur, Reykjavík |
|                  |         |           |                   |                       |

| 27 sierpnia 1961 | Akraness B | 2:3Raport | Þróttur Reykjavík B | Akranesvöllur, Akranes |
|                  |            |           |                     |                        |

## Druga runda
W drugiej rundzie do zwycięzców pierwszej rundy dołączyło sześć zespołów - cztery drużyny z 2. deild oraz dwie drużyny rezerw.
| 14 sierpnia 1961 | Fram B | 4:2Raport | Breiðablik | Melavöllur, Reykjavík |
|                  |        |           |            |                       |

| 24 sierpnia 1961 | Þróttur Reykjavík | 6:3Raport | KR B | Melavöllur, Reykjavík |
|                  |                   |           |      |                       |

| 26 sierpnia 1961 | ÍB Ísafjörður | 6:0Raport | Víkingur Reykjavík | Ísafjarðarvöllur, Ísafjörður |
|                  |               |           |                    |                              |

| 2 września 1961 | Keflavík | 13:0Raport | Þróttur Reykjavík B | Keflavíkvöllur, Keflavík |
|                 |          |            |                     |                          |

## Trzecia runda
W trzeciej rundzie miały zostać rozegrane dwa mecze pomiędzy zwycięzcami drugiej rundy, jednak tylko jeden doszedł do skutku. Wynik drugiego został ustalony drogą losowania.
| 9 września 1961 | Fram B | Raport | ÍB Ísafjörður | Melavöllur, Reykjavík |
|                 |        |        |               |                       |

| 9 września 1961 | Keflavík | 3:2Raport | Þróttur Reykjavík | Keflavíkvöllur, Keflavík |
|                 |          |           |                   |                          |

## Ćwierćfinał
W ćwierćfinale do zwycięzców poprzedniej rundy dołączyło sześć zespołów reprezentujących 1. deild islandzką w sezonie 1961 - KR, Fram, Valur, ÍBA Akureyri, ÍB Hafnarfjörður oraz Akraness.
| 30 września 1961 16:00 | KR | 2:0Raport | ÍB Hafnarfjörður | Melavöllur, Reykjavík Sędzia: Magnús Pétursson |
|                        |    |           |                  |                                                |

| 1 października 1961 14:00 | Fram | 3:0Raport | Valur | Melavöllur, Reykjavík Sędzia: Haukur Óskarsson |
|                           |      |           |       |                                                |

| 1 października 1961 16:00 | ÍBA Akureyri | 1:2Raport | Keflavík | Akureyrarvöllur, Akureyri |
|                           |              |           |          |                           |

| 8 października 1961 14:00 | Akraness | 3:0Raport | Fram B | Akranesvöllur, Akranes |
|                           |          |           |        |                        |

## Półfinał
Do półfinału awansowali zwycięzcy meczów ćwierćfinałowych, wśród których tylko Keflavík nie reprezentował 1. deild.
| 8 października 1961 14:00 | Fram | 1:2 pd.(0:0, 1:1, 1:2)Raport | KR | Melavöllur, Reykjavík Sędzia: Grétar Norðfjörð |
|                           |      |                              |    |                                                |

| 15 października 1961 14:00 | Akraness | 2:1(1:0)Raport | Keflavík | Akranesvöllur, Akranes Sędzia: Magnús Pétursson |
|                            |          |                |          |                                                 |

## Finał
Mecz finałowy został rozegrany 22 października 1961 roku o godzinie 14:00 na stadionie Melavöllur w Reykjavíku. W spotkaniu udział wzięły drużyny KR oraz Akraness. Mecz zakończył się zwycięstwem 4:3 pierwszej z tych drużyn. W rezultacie KR obronił tytuł zdobywcy Pucharu Islandii.
| 22 października 1961 14:00 | KR | 4:3Raport | Akraness | Melavöllur, Reykjavík Sędzia: Hannes Sigurðsson |
|                            |    |           |          |                                                 |